# Noailles (Oise)
Pour les articles homonymes, voir Noailles.
Noailles est une commune française située dans le département de l'Oise et la région Hauts-de-France.

## Géographie
Noailles est de par son histoire fortement marquée par le passage de la route nationale 1, qui relie Paris à Calais, par Beauvais (aujourd'hui RD 1001) et autour de laquelle s'est construit le centre-bourg. Elle est également le point de départ de la RD 2 qui dessert le Pays de Bray, vers l'ouest, de la RD 115 en direction de Chaumont-en-Vexin, au sud-ouest et enfin de la RD 137, qui bifurque vers Mouchy-le-Châtel puis la vallée du Thérain, et se prolonge en RD 44 vers Cauvigny.
Relief
Le site de Noailles se caractérise par des reliefs modestes mais marqués. À 90 m d'altitude, le centre du bourg se situe en effet au pied de l'extrémité-est de la cuesta du Bray, qui se prolonge encore vers le sud-est au-dessus de Cauvigny puis d'Ully-Saint-Georges. Ainsi, en prenant la direction du sud, vers la commune de Sainte-Geneviève, la route gravit une solide pente, qui conduit sur le plateau de Thelle, à 200 m d'altitude. À l'est, le quartier de Longvillers est traversé par le ru de Boncourt, qui en fait le point le plus bas de la commune, à 74 m. La butte du bois de Larris, sur les pentes de laquelle s'adosse l'église Saint-Lucien, surplombe le quartier, à 116 m. Vers l'ouest, le relief s'élève doucement vers les villages de Tillard et de Silly, et atteint 176 m au-dessus du quartier de Boncourt, vers la Montagne de Boncourt.
Hydrographie
La commune est traversée par le ru de Boncourt, qui rejoint le ruisseau le Sillet (affluent du Thérain) au Moulin de Conflans. Un ancien marécage s'étendait au sud-est entre le site de l'ancienne fonderie et le bois d'Epermont.
| Ponchon               |                  | Berthecourt |
| Silly-Tillard         | Noailles         |             |
| Laboissière-en-Thelle | Sainte-Geneviève | Cauvigny    |

### Hydrographie

#### Réseau hydrographique
La commune est située dans le bassin Seine-Normandie. Elle est drainée par le ru de Boncourt et le ruisseau de Ponchon,,.

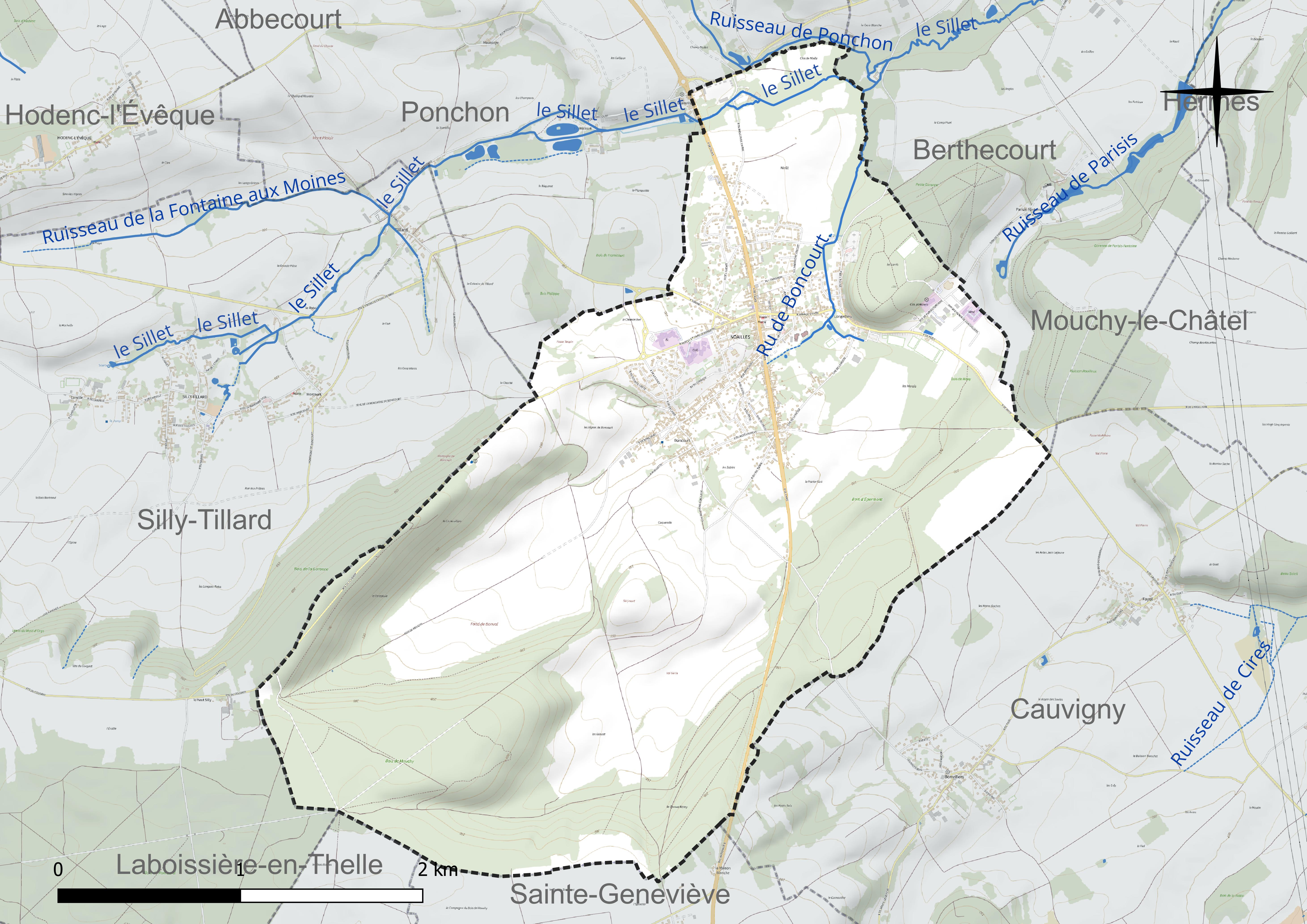
Réseau hydrographique de Noailles.

#### Gestion et qualité des eaux
Le territoire communal est couvert par le schéma d'aménagement et de gestion des eaux (SAGE) « Sensée ». Ce document de planification concerne un territoire de 1 219 km2 de superficie, délimité par le bassin versant du Thérain. Le périmètre a été arrêté le 27 janvier 2023 et le SAGE proprement dit est, en 2024, en cours d'élaboration. La structure porteuse de l'élaboration et de la mise en œuvre est le syndicat intercommunal de la Vallée du Thérain (SIVT). 
La qualité des cours d'eau peut être consultée sur un site dédié géré par les agences de l'eau et l'Agence française pour la biodiversité. 

### Climat
Pour des articles plus généraux, voir Climat des Hauts-de-France et Climat de l'Oise.
En 2010, le climat de la commune est de type climat océanique dégradé des plaines du Centre et du Nord, selon une étude du CNRS s'appuyant sur une série de données couvrant la période 1971-2000. En 2020, Météo-France publie une typologie des climats de la France métropolitaine dans laquelle la commune est exposée à un climat océanique et est dans une zone de transition entre les régions climatiques « Sud-ouest du bassin Parisien » et « Nord-est du bassin Parisien ». 
Pour la période 1971-2000, la température annuelle moyenne est de 10,4 °C, avec une amplitude thermique annuelle de 14,4 °C. Le cumul annuel moyen de précipitations est de 702 mm, avec 11,1 jours de précipitations en janvier et 8,2 jours en juillet. Pour la période 1991-2020, la température moyenne annuelle observée sur la station météorologique la plus proche, située sur la commune de Tillé à 16 km à vol d'oiseau, est de 11,0 °C et le cumul annuel moyen de précipitations est de 655,5 mm,. Pour l'avenir, les paramètres climatiques de la commune estimés pour 2050 selon différents scénarios d'émission de gaz à effet de serre sont consultables sur un site dédié publié par Météo-France en novembre 2022.

## Urbanisme

### Typologie
Au 1er janvier 2024, Noailles est catégorisée bourg rural, selon la nouvelle grille communale de densité à sept niveaux définie par l'Insee en 2022.
Elle appartient à l'unité urbaine de Noailles, une unité urbaine monocommunale constituant une ville isolée,. Par ailleurs la commune fait partie de l'aire d'attraction de Paris, dont elle est une commune de la couronne,. 

### Occupation des sols
L'occupation des sols de la commune, telle qu'elle ressort de la base de données européenne d'occupation biophysique des sols Corine Land Cover (CLC), est marquée par l'importance des territoires agricoles (43,1 % en 2018), en diminution par rapport à 1990 (47,3 %). La répartition détaillée en 2018 est la suivante : 
forêts (39,6 %), terres arables (32,8 %), zones urbanisées (14,1 %), zones agricoles hétérogènes (7,1 %), prairies (3,2 %), milieux à végétation arbustive et/ou herbacée (3,2 %). L'évolution de l'occupation des sols de la commune et de ses infrastructures peut être observée sur les différentes représentations cartographiques du territoire : la carte de Cassini (XVIIIe siècle), la carte d'état-major (1820-1866) et les cartes ou photos aériennes de l'IGN pour la période actuelle (1950 à aujourd'hui).

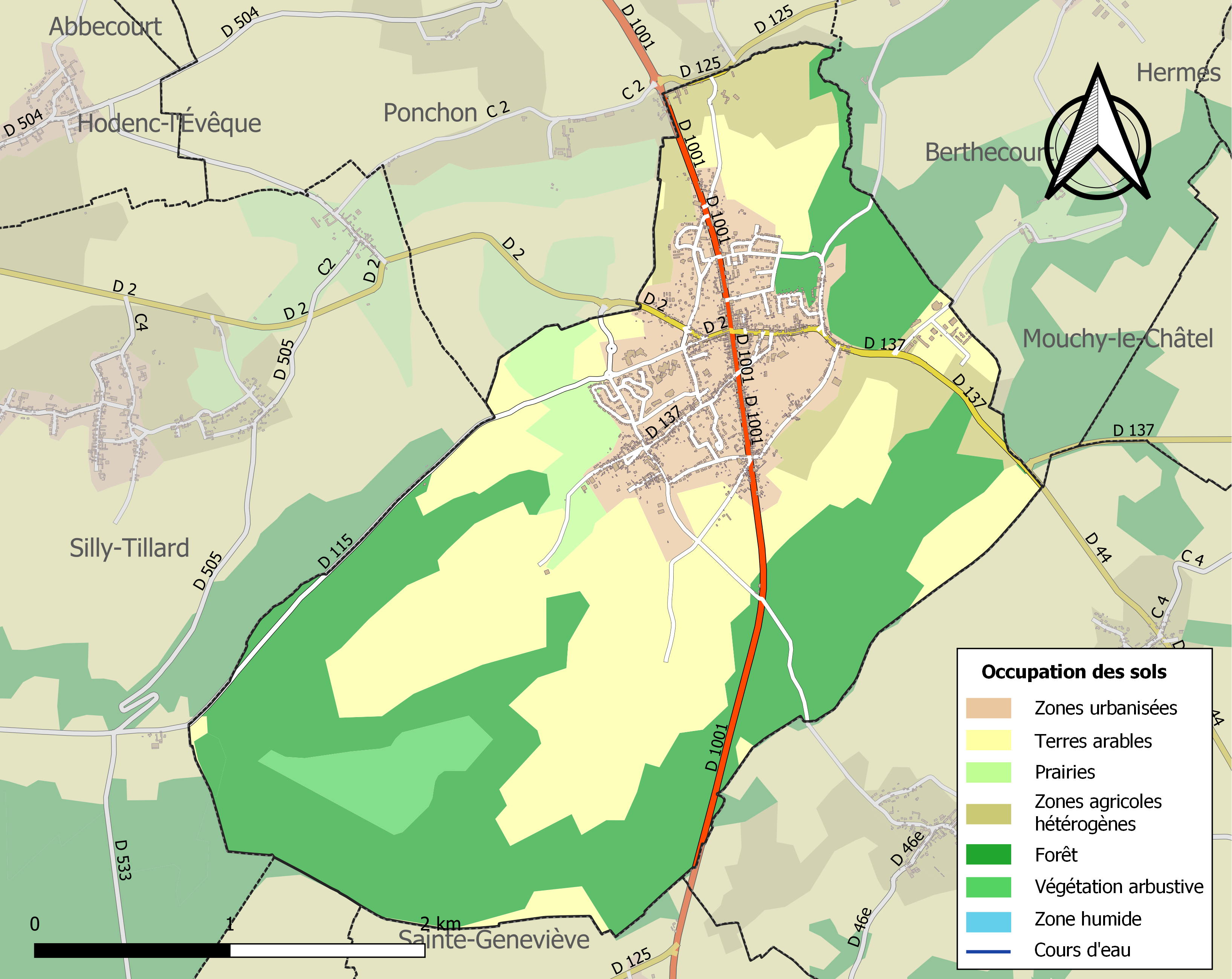
Carte des infrastructures et de l'occupation des sols de la commune en 2018 (CLC).

### Voies de communication et transports
La commune est desservie, en 2023, par les lignes 620, 621, 622, 6101, 6138, 6141, 6142 et 6202 du réseau interurbain de l'Oise.

## Toponymie
Le nom primaire de la localité est cité sous la forme Longum villare en 1140, du latin longus « allongé » et du bas latin villare « ferme », puis « hameau ».

Attesté sous les formes Noailles, paroisse de Longvillers (1789) ; Noailles (1790) ; Longvillers-Boncourt (1794).

Le village prend le nom de Noailles, du duc de Noailles, de la famille des Mouchy au XVIIIe siècle. Le nom actuel résulte d'un transfert du toponyme occitan Noailles originaire de Corrèze.
Durant la Révolution française, la commune porte le nom de Longvillers-Boncourt, le nom des deux localités qu'elle réunit, avant de reprendre en 1801 le toponyme de Noailles,.

## Histoire
On découvrit à Boncourt en 1836 deux sarcophages et une lance, qui établissent l'habitat ancien de ce lieu.
En 1130, Dreux de Mouchy donne la terre de Longvilliers au chapitre de la cathédrale Saint-Pierre de Beauvais.
Alors que Beauvais subit de plein fouet la crise du textile, les édiles beauvaisiens décident de rénover la route de Paris sur le tronçon « La Croix » de Sainte-Geneviève à Beauvais pour un coût de 50 000 livres[Quand ?].
Afin d'éviter de traverser les marais vers la Planquette ou Framicourt, le nouveau tracé s'écarte de l'ancienne voie passant par Tillart, relais de poste traditionnel et place de marché, pour passer par les terres du duc de Mouchy, Philippe de Noailles, entre Longvillers et Boncourt. La famille de Mouchy descend d'une branche cadette de la maison de Noailles, originaire de Noailles, en Limousin.
Longvillers et Boncourt, deux quartiers actuels de Noailles, sont alors les deux villages d'une même paroisse, séparés par un intervalle d'environ douze cents mètres. Longvillers, ou Lonvillers, Longuivillers (Longovillare), sur l'ancienne route de Beauvais à Mouchy, est le chef-lieu où se situe l'église. Boncourt, simple hameau au sud-ouest, est sur une autre vieille route appelée le « chemin des Rouliers » par laquelle on franchit la montagne Sainte-Geneviève.
Un nouveau relais de poste est bâti par André Blainville en 1750 près du passage du Sillet, à « Blainville », dit-on aussitôt. Parallèlement, le duc de Mouchy, comte de Noailles, fait bâtir, au lieu où le chemin de Mouchy en Normandie traverse la nouvelle route, une ferme-auberge, dite « de Boncourt » ou « Maison Neuve » ou encore « hôtel de Noailles ». L'emplacement choisi n'est pas quelconque. Il peut être interprété comme un premier lien tendant à réunir Boncourt à Longvillers.
En février 1751, le comte de Noailles, considérant le très mauvais état des chemins vers Tillart et jugeant que le marché ne s'agrandira plus, obtient des lettres patentes pour ouvrir un autre marché à Mouchy. L'entreprise échoue mais le 16 juin 1757, il adresse au roi une nouvelle requête, pour déplacer le marché de Tillart à Boncourt. Il obtient ses lettres patentes en mai 1760 ; celles-ci sont enregistrées dès le 28 août et le 14 janvier 1761, un arrêt du Parlement de Paris les rend exécutoires : le comte est autorisé à construire des Halles. Les halles de Tillart sont aussitôt démontées et le comte les fait transporter et installer près de sa ferme, au lieu qu'on appelle alors déjà « Noailles » quoiqu'il n'y ait encore que cette seule maison, au carrefour des routes de Paris et de Normandie – les actuelles rues de Paris et Arnaud-Bisson.
En même temps il fait des concessions à ceux qui voudraient élever d'autres édifices. L'idée directrice n'est pas seulement de construire le long de la route, mais aussi de réunir Boncourt à Longvillers, donc de créer un nouveau noyau servant de liaison. Entre 1760 et 1776, les alentours de la ferme se couvrent de constructions et c'est entre 1776 et 1790 que la progression est la plus forte : 27 immeubles.
Entretemps, André Blainville est décédé le 28 mars 1761. François Pelletier lui succède et la Poste aux chevaux est alors ramenée à la ferme de Noailles dont il tient l'auberge. La ferme, l'hôtel, le marché et les halles, la Poste aux Chevaux et aux Lettres, les concessions de terrain par le comte… Les conditions sont réunies pour la naissance de Noailles…
Toutefois ces nouveaux intérêts ne furent pas créés sans nuire à ceux qu'ils déplaçaient ; il y eut des éclats violents et soutenus ; l'animosité durait encore lorsque la Révolution éclata. Mais les habitants de Noailles parvinrent à introduire leur village au nombre des municipalités au détriment de Longvillers, ancien chef-lieu.
Si les actes officiels de 1789 disent encore « Noailles paroisse de Longvillers », on voit dès 1790 Noailles érigé commune par la réunion de Longvillers et de Boncourt, et constitué en chef-lieu du canton de Noailles dans le procès-verbal de délimitation des districts.

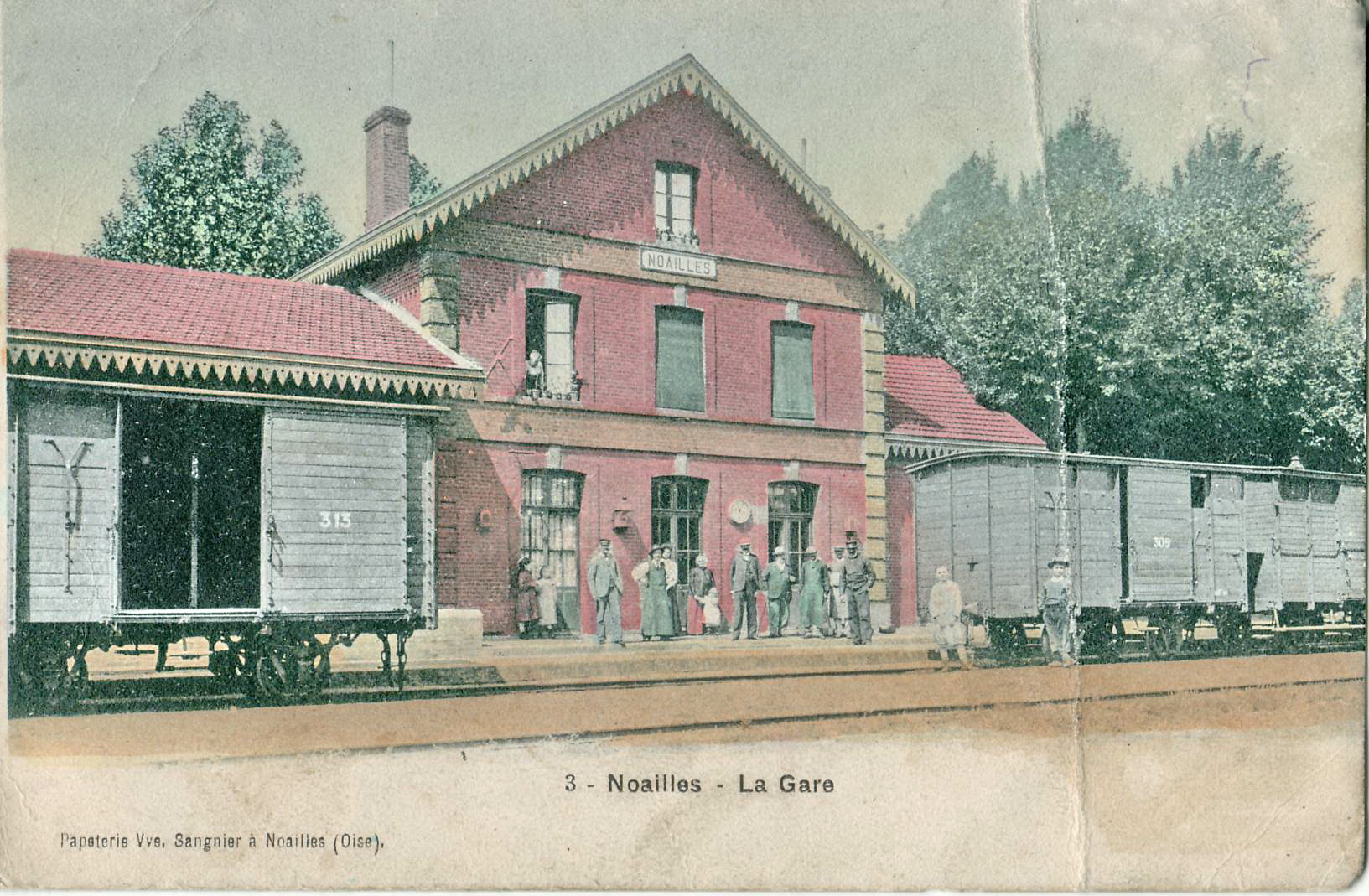
L'ancienne gare du Hermes à Beaumont.

Le nom de « Noailles » l'emporta encore en 1794, lorsque la Convention ordonna de changer jusqu'aux appellations qui pussent conserver des traces du gouvernement royal. Le conseil de la commune, craignant qu'une nouvelle dénomination compromette l'existence du lieu, se borna alors à déclarer que « Noailles devait être anéanti en son nom », mais il ajouta que « ce nom ne s'effacerait pas aisément, parce qu'on est trop familiarisé avec lui, de sorte que la commune y est très embarrassée ». Le soin fut donc laissé à l'administration centrale d'imposer un autre titre … qui n'en fit rien.
La commune a été desservie de 1880 à 1948 par le chemin de fer de Hermes à Beaumont, une ligne de chemin de fer secondaire à voie métrique.
On notait au début du XXe siècle deux fours à chaux, une briqueterie, une importante industrie de tabletterie, un atelier de jarretières et un atelier de carreaux de faïence. En 1934, la commune comptait huit cafés-épiceries.

## Politique et administration

L'ancienne communauté de communes du pays de Thelle dans le département de l'Oise.

### Rattachements administratifs et électoraux
La commune se trouve dans l'arrondissement de Beauvais du département de l'Oise. Pour l'élection des députés, elle fait partie de la deuxième circonscription de l'Oise.
Elle était depuis 1793 le chef-lieu du canton de Noailles. Dans le cadre du redécoupage cantonal de 2014 en France, la commune fait désormais partie du canton de Chaumont-en-Vexin.

### Intercommunalité
La commune faisait partie de la Communauté de communes du pays de Thelle, créée en 1996.
Dans le cadre des dispositions de la loi portant nouvelle organisation territoriale de la République (Loi NOTRe) du 7 août 2015, qui prévoit que les établissements publics de coopération intercommunale (EPCI) à fiscalité propre doivent avoir un minimum de 15 000 habitants, le préfet de l'Oise a publié en octobre 2015 un projet de nouveau schéma départemental de coopération intercommunale, qui prévoit la fusion de plusieurs intercommunalités, et en particulier  de la communauté de communes du Pays de Thelle et de la communauté de communes la Ruraloise, formant ainsi une intercommunalité de 42 communes et de 59 626 habitants,.
Les communes de Noailles, Berthecourt, Ponchon ont alors fait part, sans succès,  de leur souhait de rejoindre la Communauté d'agglomération du Beauvaisis (CAB), mais le président de la CCPT a rappelé que la fusion devait se réaliser « bloc à bloc », que la scission impliquait l'abandon des services assurés par l'intercommunalité à ces communes et que Caroline Cayeux, présidente de la CAB a indiqué que la CAB ne s'ouvrirait à aucune commune dissidente.
La nouvelle intercommunalité, dont est membre la commune et dénommée provisoirement communauté de communes du Pays de Thelle et Ruraloise, est créée par un arrêté préfectoral du 30 novembre 2016 qui a pris effet le 1er janvier 2017.

### Liste des maires
| Période                                  | Période                        | Identité           | Étiquette       | Qualité                                           |
| ---------------------------------------- | ------------------------------ | ------------------ | --------------- | ------------------------------------------------- |
| Les données manquantes sont à compléter. |                                |                    |                 |                                                   |
| maire en 1938                            | ?                              | Anatole Nantier    | Front populaire |                                                   |
| avant 1962                               |                                | Victor Herlem      |                 |                                                   |
| 1977                                     | 1981                           | Céline Vanhoucke   |                 |                                                   |
| avant 1995                               | 1995                           | Maxime Parlant     |                 |                                                   |
| juin 1995                                | mars 2001                      | Raphaël Perquy     | SE              | Cadre dans l'automobile                           |
| mars 2001                                | mars 2008                      | Béatrice Marre,    | PS              | Députée de l'Oise (2e circ.) (1997 → 2002)        |
| mars 2008                                | mars 2014                      | Bernard Villeneuve | UMP             | Cadre du Trésor public                            |
| 4 avril 2014,                            | En cours (au 06 novembre 2020) | Benoît Biberon     | SE-DVD          | Agriculteur, conseiller départemental depuis 2021 |

### Jumelages
- Grossenenglis (Allemagne).

## Population et société

### Démographie

#### Évolution démographique
L'évolution du nombre d'habitants est connue à travers les recensements de la population effectués dans la commune depuis 1793. Pour les communes de moins de 10 000 habitants, une enquête de recensement portant sur toute la population est réalisée tous les cinq ans, les populations de référence des années intermédiaires étant quant à elles estimées par interpolation ou extrapolation. Pour la commune, le premier recensement exhaustif entrant dans le cadre du nouveau dispositif a été réalisé en 2007.

En 2022, la commune comptait 2 857 habitants, en évolution de +0,53 % par rapport à 2016 (Oise : +0,87 %, France hors Mayotte : +2,11 %).
| 1793 | 1800 | 1806 | 1821 | 1831 | 1836 | 1841  | 1846  | 1851  |
| ---- | ---- | ---- | ---- | ---- | ---- | ----- | ----- | ----- |
| 568  | 632  | 702  | 716  | 871  | 940  | 1 022 | 1 190 | 1 207 |

| 1856  | 1861  | 1866  | 1872  | 1876  | 1881  | 1886  | 1891  | 1896  |
| ----- | ----- | ----- | ----- | ----- | ----- | ----- | ----- | ----- |
| 1 210 | 1 251 | 1 352 | 1 372 | 1 410 | 1 465 | 1 463 | 1 500 | 1 465 |

| 1901  | 1906  | 1911  | 1921  | 1926  | 1931  | 1936  | 1946  | 1954  |
| ----- | ----- | ----- | ----- | ----- | ----- | ----- | ----- | ----- |
| 1 472 | 1 375 | 1 442 | 1 294 | 1 314 | 1 266 | 1 112 | 1 153 | 1 126 |

| 1962  | 1968  | 1975  | 1982  | 1990  | 1999  | 2006  | 2007  | 2012  |
| ----- | ----- | ----- | ----- | ----- | ----- | ----- | ----- | ----- |
| 1 267 | 1 333 | 1 538 | 1 757 | 2 415 | 2 672 | 2 674 | 2 675 | 2 820 |

| 2017  | 2022  | - | - | - | - | - | - | - |
| ----- | ----- | - | - | - | - | - | - | - |
| 2 826 | 2 857 | - | - | - | - | - | - | - |

#### Pyramide des âges
La population de la commune est relativement jeune.
En 2018, le taux de personnes d'un âge inférieur à 30 ans s'élève à 39,4 %, soit au-dessus de la moyenne départementale (37,3 %). À l'inverse, le taux de personnes d'âge supérieur à 60 ans est de 19,9 % la même année, alors qu'il est de 22,8 % au niveau départemental.
En 2018, la commune comptait 1 363 hommes pour 1 451 femmes, soit un taux de 51,56 % de femmes, légèrement supérieur au taux départemental (51,11 %).
Les pyramides des âges de la commune et du département s'établissent comme suit.
| Hommes | Classe d’âge | Femmes |
| ------ | ------------ | ------ |
| 0,4    | 90 ou +      | 0,6    |
| 4,5    | 75-89 ans    | 6,6    |
| 13,1   | 60-74 ans    | 14,4   |
| 20,4   | 45-59 ans    | 21,1   |
| 19,5   | 30-44 ans    | 20,4   |
| 18,7   | 15-29 ans    | 17,1   |
| 23,4   | 0-14 ans     | 19,7   |

| Hommes | Classe d’âge | Femmes |
| ------ | ------------ | ------ |
| 0,5    | 90 ou +      | 1,4    |
| 5,5    | 75-89 ans    | 7,6    |
| 15,6   | 60-74 ans    | 16,3   |
| 20,8   | 45-59 ans    | 20     |
| 19,4   | 30-44 ans    | 19,4   |
| 17,6   | 15-29 ans    | 16,2   |
| 20,6   | 0-14 ans     | 19,1   |

### Équipements
La commune compte en 2020 une école maternelle, une école élémentaire, une salle de restauration scolaire et un accueil périscolaire, le tout regroupé dans le groupe scolaire du Chemin Vert.
Elle dispose de l'espace Parisis Fontaine, constitué de 5 salles au niveau supérieur (que l'on peut louer) ainsi que de salles à usage des associations au sous-sol, d'une maison des associations, deux stades de football, un gymnase, un terrain de tennis, un boulodrome et un skate parc.

## Économie
En 2016, on compte à Noailles plusieurs commerces, principalement situés le long de la route nationale, et une zone d'activité, route de Cauvigny.

## Culture locale et patrimoine

### Lieux et monuments
- L'hôtel de ville

Le registre des délibérations de la « municipalité de Longvillers-Boncourt et Noailles en dépendant » fut ouvert par le maire Pelletier le 6 février 1792, mais ce n'est qu'en 1835 que fut lancé le projet de construction d'une mairie définitive pour la commune de Noailles.
Le mérite du projet revient à la vicomtesse de Noailles. Par lettre de Paris en date du 20 janvier 1835, celle-ci offrit à la municipalité de lui faire concession gratuite et perpétuelle des deux premières travées de la plus grande des halles pour qu'un hôtel de ville y fût édifié. Le 8 mai 1835, l'architecte Constant Duval, de Beauvais, déposa le projet qu'on lui avait demandé d'établir. Les devis furent approuvés par le ministère de l'Intérieur le 29 janvier 1836 et les travaux, rondement menés. Un second architecte, M. Dardaillon, intervint pour les consoles, profils, chapiteaux extérieurs au-dessus du sol du premier étage.
Le 7 juin 1901 furent approuvées les délibérations municipales concernant les plans de l'architecte Laffineur, de Beauvais, dans le cadre du projet de travaux de remise en état de la grande salle de l'étage et de réaménagement du rez-de-chaussée. L'hôtel de ville rompit alors ses derniers liens avec les halles de sa naissance et acquit l'aspect extérieur que nous lui connaissons aujourd'hui.
Le relais de Blainville
Le nouveau relais de poste, construit par André Blainville vers 1750 sur le nouveau tracé de la route de Calais à Paris, devait initialement s'appeler « Boncourt », comme l'avait ordonné le roi par un brevet du 12 août 1755, Mais cette dénomination ne fut jamais suivie d'effet : le relais était en effet situé sur le territoire de… Ponchon. Comment dès lors l'appeler « Boncourt » ? Le nom de son constructeur, André Blainville, s'imposa comme plus simple et plus juste. Il faudra d'ailleurs attendre 1838 pour que le plan cadastral mette les choses au point : le relais de Blainville à Noailles.
Aujourd'hui, malgré le passage du temps, Blainville n'a rien perdu de son identité, le bâti ayant conservé toute son authenticité. Un caractère auquel la ville de Noailles est attachée et veille à préserver.
L'église Saint-Lucien
Issu d'une illustre famille de Rome, consacré évêque vers 250 par le pape saint Clément qui l'envoya dans les Gaules avec saint Denis et saint Rieul afin d'évangéliser ces contrées,saint Lucien fut le premier évêque de Beauvais. Vers 290, l'empereur romain Dioclétien imposa une persécution dans tout l'Empire et le préfet local, ayant appris les conquêtes de l'Évangile dans le Beauvaisis, décida d'y mettre un terme. Sur la colline de Montmille, saint Lucien fut battu de verges puis, devant son refus persistant de renier sa foi, un soldat lui trancha la tête. La légende raconte que saint Lucien alors se releva, prit sa tête dans ses mains, et marcha vers la ville de Beauvais. Ayant traversé la rivière du Thérain à Miauroy sur un drap miraculeusement raidi sous ses pieds, il s'arrêta à environ un quart de lieue de Beauvais, semblant indiquer ainsi l'emplacement où il voulait que son corps fût inhumé.
L'église de Noailles, comme 25 autres églises et paroisses du diocèse, est dédiée à saint Lucien. Située à l'extrémité nord-est de la commune, sur les pentes du bois du Larris, dans le quartier de Longvillers, elle avait conféré à ce dernier, lorsqu'il était avec Boncourt l'un des deux hameaux de la même paroisse, le statut de chef-lieu.
Le clocher, couvert d'ardoise, a été bâti en 1557, mais les moellons dont sont faits les murs de la nef, et qu'on extrayait encore au début du siècle dans le bois du Larris, sont pour certains, dans le mur nord de la nef, appareillés en « opus spicatum », disposition qu'on retrouve dans un certain nombre d'églises du Beauvaisis au XIe siècle. Les fenêtres datent du XVIe siècle et le pignon est de style roman.

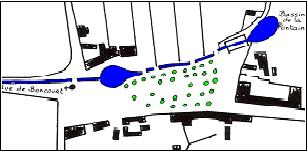
Plan du quartier.

- Le quartier de Boncourt

Boncourt, quartier historique de Noailles, a su conserver au fil des années son identité et son charme alors même que la vocation urbaine du centre-ville s'est affirmée.
On y remarque l'architecture de ses maisons : ainsi d'une demeure à encorbellement du XVIe siècle, au début de la rue Mignon, ou de l'ancien café-tabac, qui présente toutes les caractéristiques des ensembles édifiés dans le centre de Noailles sous l'impulsion du duc de Mouchy dans le dernier tiers du XVIIIe siècle : appareil de pierre et de brique, bandeau soulignant le niveau, encadrement, rythme et module des ouvertures…
La place elle-même ne s'est jamais départie de son caractère central dans la vie du quartier, bien que sa physionomie ait évolué : elle fut longtemps plus boisée, les plantations étant exploitées pour les habitants, et la mare qui y existait fut comblée après la Seconde Guerre mondiale (cf. photo).
Avant d'être « couvert » vers 1907 pour élargir la route, le ru de Boncourt affleurait le long de la place. Sa source, il la prend au « Bassin de la Fontaine », derrière le lavoir (cf. plan ci-après).
De nombreux lavoirs ont été établis sur son cours, fréquentés non seulement par les habitants de Noailles mais aussi par ceux des communes voisines. Ceux construits au Pré Haré ou à Leuillère tombèrent en ruine, mais celui de Boncourt, au contraire, a été restauré en 1981 : on calcula alors que sa cuve avait été construite en 1834 tandis que la charpente datait de 1845.

### Personnalités liées à la commune
- Arnaud Bisson (1909-1944), résistant français, Compagnon de la Libération[42], Mort pour la France le 30 juin 1944 à Sains-Richaumont est né dans la commune et y est inhumé.